# Regering-Juncker-Poos

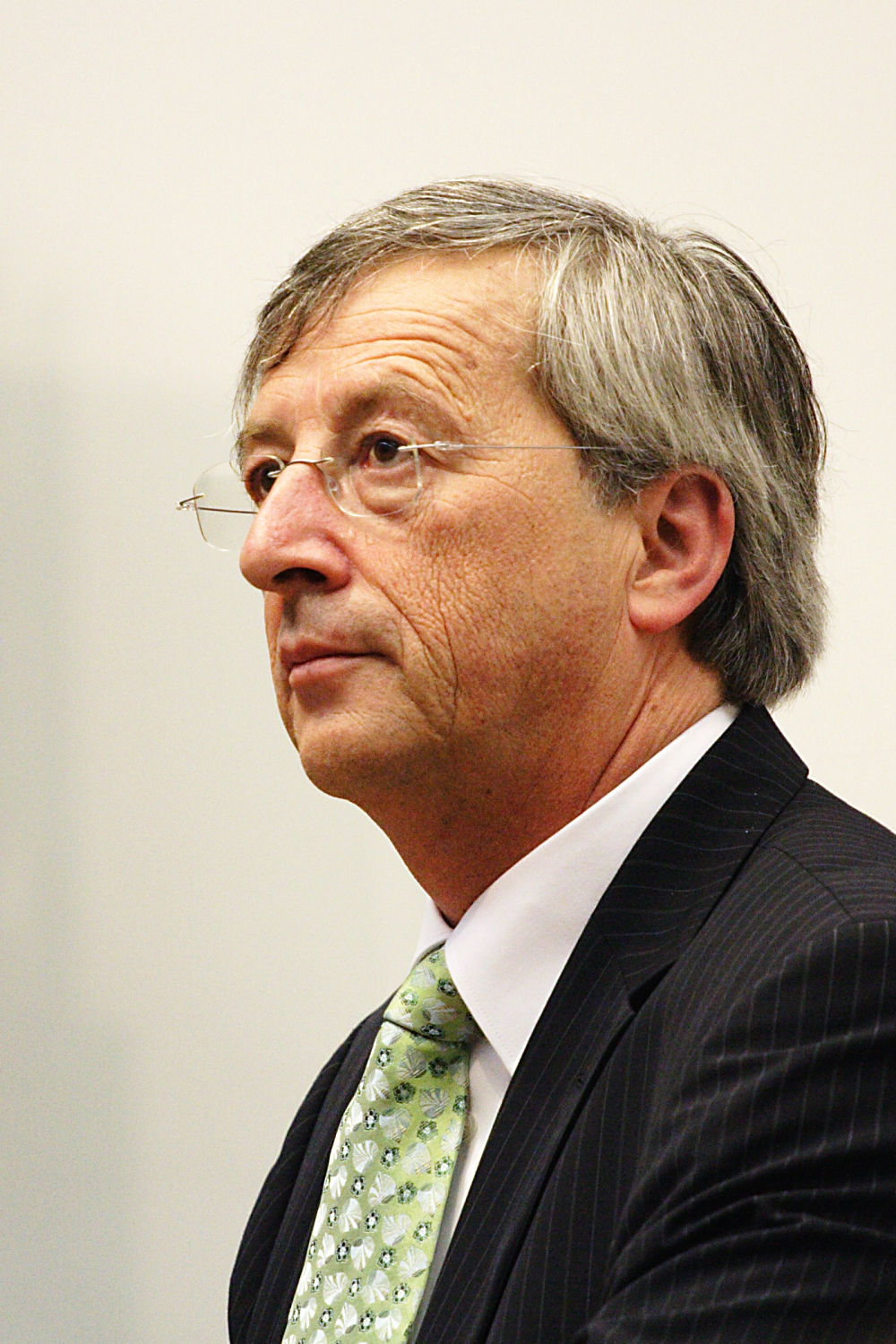
Jean-Claude Juncker in 2006

De regering-Juncker-Poos was van 26 januari 1995 tot 7 augustus 1999 aan de macht in het Groothertogdom Luxemburg.
- Jean-Claude Juncker (Chrëschtlech Sozial Vollekspartei) volgde op 26 januari 1995 Jacques Santer (CSV) op als premier. Santer werd namelijk voorzitter van de Europese Commissie (Commissie-Santer). Jacques Poos (Lëtzebuerger Sozialistesch Aarbechterpartei), reeds vicepremier onder Santer, behield het vicepremierschap.

## Samenstelling
| Persoon                                             | Persoon                                            | Ambt                                                                                           | Partij                                             |                                                    |                                                    |                                                    |                                                    |                                                    |
| Juncker-Poos I (26 januari 1995 - 4 februari 1998)  | Juncker-Poos I (26 januari 1995 - 4 februari 1998) | Juncker-Poos I (26 januari 1995 - 4 februari 1998)                                             | Juncker-Poos I (26 januari 1995 - 4 februari 1998) | Juncker-Poos I (26 januari 1995 - 4 februari 1998) | Juncker-Poos I (26 januari 1995 - 4 februari 1998) | Juncker-Poos I (26 januari 1995 - 4 februari 1998) | Juncker-Poos I (26 januari 1995 - 4 februari 1998) | Juncker-Poos I (26 januari 1995 - 4 februari 1998) |
| --------------------------------------------------- | -------------------------------------------------- | ---------------------------------------------------------------------------------------------- | -------------------------------------------------- | -------------------------------------------------- | -------------------------------------------------- | -------------------------------------------------- | -------------------------------------------------- | -------------------------------------------------- |
|                                                     | Jean-Claude Juncker                                | premier, minister van Financiën en Arbeid                                                      | CSV                                                |                                                    |                                                    |                                                    |                                                    |                                                    |
|                                                     | Jacques Poos                                       | Vicepremier, minister van Buitenlandse Zaken, Buitenlandse Handel en Coöperatie                | LSAP                                               |                                                    |                                                    |                                                    |                                                    |                                                    |
|                                                     | Fernand Boden                                      | Minister van Landbouw, Wijnbouw, Landelijke Ontwikkeling, Middenstand, Toerisme en Woningbouw  | CSV                                                |                                                    |                                                    |                                                    |                                                    |                                                    |
|                                                     | Marc Fischbach                                     | Minister van Justitie, Begrotingszaken en Contacten met het Parlement                          | CSV                                                |                                                    |                                                    |                                                    |                                                    |                                                    |
|                                                     | Johny Lahure                                       | Minister van Volksgezondheid en Milieu                                                         | LSAP                                               |                                                    |                                                    |                                                    |                                                    |                                                    |
|                                                     | Robert Goebbels                                    | Minister van Economische Zaken, Openbare Werken en Energie                                     | LSAP                                               |                                                    |                                                    |                                                    |                                                    |                                                    |
|                                                     | Alex Bodry                                         | Minister van Planning, het Leger, Sport en Jeugd                                               | LSAP                                               |                                                    |                                                    |                                                    |                                                    |                                                    |
|                                                     | Marie-Josée Jacobs                                 | Minister van Familie, Vrouwenemancipatie en Gehandicaptenzorg                                  | CSV                                                |                                                    |                                                    |                                                    |                                                    |                                                    |
|                                                     | Mady Delvaux-Stehres                               | Minister van Sociale Zekerheid, Transport en Communicatie                                      | LSAP                                               |                                                    |                                                    |                                                    |                                                    |                                                    |
|                                                     | Erna Hennicot-Schoepges                            | Minister van Onderwijs, Beroepsonderwijs, Cultuur en Religieuze Zaken                          | CSV                                                |                                                    |                                                    |                                                    |                                                    |                                                    |
|                                                     | Michel Wolter                                      | Minister van Binnenlandse Zaken, Staatssecretaris van het Leger en Contacten met het Parlement | LSAP                                               |                                                    |                                                    |                                                    |                                                    |                                                    |
|                                                     | Georges Wohlfart                                   | Staatssecretaris van Buitenlandse Zaken, Buitenlandse Handel, Coöperatie en Openbare Arbeid    | LSAP                                               |                                                    |                                                    |                                                    |                                                    |                                                    |
| Juncker-Poos II (4 februari 1998 - 7 augustus 1999) |                                                    |                                                                                                |                                                    |                                                    |                                                    |                                                    |                                                    |                                                    |
|                                                     | Jean-Claude Juncker                                | Premier, minister van Financiën en Arbeid                                                      | CSV                                                |                                                    |                                                    |                                                    |                                                    |                                                    |
|                                                     | Jacques Poos                                       | Vicepremier, minister van Buitenlandse Zaken, Buitenlandse Handel en Coöperatie                | LSAP                                               |                                                    |                                                    |                                                    |                                                    |                                                    |
|                                                     | Fernand Boden                                      | Minister van Landbouw, Wijnbouw, Landelijke Ontwikkeling, Middenstand, Toerisme en Woningbouw  | CSV                                                |                                                    |                                                    |                                                    |                                                    |                                                    |
|                                                     | Robert Goebbels                                    | Minister van Economische Zaken, Openbare Werken, Transport en Energie                          | LSAP                                               |                                                    |                                                    |                                                    |                                                    |                                                    |
|                                                     | Alex Bodry                                         | Minister van Planning, het Leger, Milieu en Jeugd                                              | LSAP                                               |                                                    |                                                    |                                                    |                                                    |                                                    |
|                                                     | Marie-Josée Jacobs                                 | Minister van Familie, Vrouwenemancipatie en Gehandicaptenzorg                                  | CSV                                                |                                                    |                                                    |                                                    |                                                    |                                                    |
|                                                     | Mady Delvaux-Stehres                               | Minister van Sociale Zekerheid, Sport en Communicatie                                          | LSAP                                               |                                                    |                                                    |                                                    |                                                    |                                                    |
|                                                     | Erna Hennicot-Schoepges                            | Minister van Onderwijs, Beroepsonderwijs, Cultuur en Religieuze Zaken                          | CSV                                                |                                                    |                                                    |                                                    |                                                    |                                                    |
|                                                     | Michel Wolter                                      | Minister van Binnenlandse Zaken, Openbare Wetgeving en Wetshervorming                          | CSV                                                |                                                    |                                                    |                                                    |                                                    |                                                    |
|                                                     | Michel Wohlfart                                    | Minister van Volksgezondheid en Sport                                                          | LSAP                                               |                                                    |                                                    |                                                    |                                                    |                                                    |
|                                                     | Luc Frieden                                        | Minister van Justitie, Begrotingszaken en Contacten met het Parlement                          | CSV                                                |                                                    |                                                    |                                                    |                                                    |                                                    |
|                                                     | Lydie Err                                          | Staatssecretaris van Buitenlandse Zaken, Buitenlandse Handel, Coöperatie en Openbare Werken    | LSAP                                               |                                                    |                                                    |                                                    |                                                    |                                                    |